# Gran Becca
Die Gran Becca ist eine Skirennstrecke oberhalb von Zermatt im Kanton Wallis, Schweiz, und von Breuil-Cervinia im Aostatal, Italien. Sie sollte die erste grenzübergreifende und die höchstgelegene Ski-Weltcup-Rennstrecke in der Geschichte des Alpinen Skiweltcups werden. Der Start würde auf Dos de Rollin (italienisch Gobba di Rollin) oberhalb von Zermatt auf Schweizer Gebiet erfolgen. Das Ziel befände sich bei der Mittelstation Lacs des Cimes Blanches (italienisch Laghi delle Cime Bianche) oberhalb von Breuil-Cervinia in Italien. Die Piste würde sich über rund 3,7 Kilometer und 640–855 Höhenmeter (je nach Startort) erstrecken. Bisher wurden jedoch sämtliche Rennen aufgrund der Schnee- und/oder Wetterverhältnisse abgesagt.

## Termin des ersten Rennens
Am 28. Januar 2022 teilte der Internationale Skiverband FIS mit, dass beim Alpinen Skiweltcup 2022/23 vier Speedrennen beim Matterhorn gefahren werden – je zwei Abfahrten für Frauen und Männer. Die Rennen sollen im Spätherbst (Ende Oktober/Anfang November) nach dem traditionellen Saisonauftakt der Techniker in Sölden stattfinden. Dank der Rennen auf der neuen Gran Becca-Strecke hätten die Speed-Athletinnen und -Athleten die Möglichkeit, einen Monat früher in die Saison zu starten. Auf Wunsch des FIS-Präsidenten Johan Eliasch wurde die Premiere um ein Jahr vorverschoben. Ursprünglich war diese im Weltcup-Kalender für den Winter 2023/24 vorgesehen. 2022/23 hätten erst Europacup-Rennen stattfinden sollen. Am 22. Oktober 2022 sagte OK-Präsident Franz Julen die Durchführung der Männerrennen vom 29. und 30. Oktober wegen Schneemangels ab. Drei Tage später wurden auch die für den 5. und 6. November 2022 geplanten Frauenrennen ersatzlos gestrichen.
Beim Alpinen Skiweltcup 2023/24 wurden wiederum vier Rennen geplant, wobei die ersten beiden vom 11. und 12. November 2023 aufgrund von zu starkem Schneefall und heftigen Windböen abgesagt wurden, jene beide vom 18. und 19. November 2023 aufgrund von zu starkem Wind. Der Vertrag zwischen der FIS und dem OK läuft voraussichtlich noch bis 2026. Jedoch drang im März 2024 an die Öffentlichkeit, dass die Rennen beim Alpinen Skiweltcup 2024/25 bereits aus dem Kalender gestrichen wurden, die definitive Entscheidung liege aber beim FIS-Council.

## Pistenname
Die Bezeichnung Gran Becca für die Rennpiste ist vom Bergnamen übernommen, den man im südlich davon gelegenen Tal für das Matterhorn kennt. Der Berg dominiert die Gebirgslandschaft über dem Skigebiet und ist auch von der neuen Skipiste aus gut zu sehen. Bei gewissen Einstellungen der an der Abfahrtsstrecke platzierten Fernsehkameras kommt er im Hintergrund ins Bild, und die erste anspruchsvolle Stelle heisst denn auch Matterhorn-Sprung.
Gran Becca – oder Grant-Bèca – heisst das Matterhorn im regionalen Dialekt der Frankoprovenzalischen Sprache, die im Aostatal neben den offiziellen Amtssprachen Italienisch und Französisch noch lebendig ist. Gran Becca bedeutet wörtlich auf Deutsch Grosser Gipfel. Der italienische Name des Berges, über den nicht nur die Landesgrenze, sondern auch eine Sprachgrenze führt, lautet Cervino und der französische Cervin. Die Wahl des Namens ist ein Zeichen für die traditionelle Sprachkultur der Autonomen Region Aostatal, die im 20. Jahrhundert stark von der Italianisierung betroffen war, bei welcher die Ortsnamen und auch Bergnamen durch italienische Formen ersetzt worden waren.

## Streckenführung
Der Start der Herrenabfahrt soll leicht unterhalb des Gipfels Dos de Rollin voraussichtlich auf 3720 Meter oder auf 3615 Meter liegen. Der südlich des Kleinen Matterhorns liegende kleine Gletschergipfel am Südrand des Breithornplateaus befindet sich auf der Landesgrenze und ist der höchste Punkt eines europäischen Skigebiets. Der Start der Frauen liegt etwas unterhalb von demjenigen der Männer. Der erste Pistenabschnitt hätte auf dem Gletscher südwestlich des Kleinen Matterhorns gelegen, der den obersten Bereich des Theodulgletschers in der Schweiz bildet. Je nach Wetter sollten die Männer am gleichen Ort wie die Frauen, auf 3505 m ü. M. auf italienischer Seite starten.
Auf den Start folgt wenige Schwünge später die erste von drei Schlüsselstellen. Zuerst ein großer Sprung, dann ein Linksschwung in eine kleine Traverse, die in eine Gleitpassage mündet. Die Piste führt über das Plateau Rosa, einen Teil des Sommerskigebiets von Zermatt. Bei der Bergstation Testa Grigia überquert die Piste die Grenze nach Italien und führt zuerst über den steilen Valtournenchegletscher und den Abschnitt Muro Ventina. Bei optimalen Bedingungen werden die Athleten hier eine Höchstgeschwindigkeit von über 135 km/h erreichen. Auf dem untersten Drittel der Strecke folgen zwei große Sprünge. Das Ziel befindet sich bei der Mittelstation Lacs des Cimes Blanches auf 2865 Metern Höhe.

## Infrastruktur
Das Gebiet zwischen Klein Matterhorn und Cervinia wird seit Jahrzehnten während des ganzen Jahres intensiv für den Skisport genutzt. Die für die Rennen benötigte Infrastruktur besteht bereits zu einem sehr großen Teil. 95 Prozent der Pistenfläche wird bereits seit Jahren für touristische Zwecke genutzt. Zwei Drittel der Strecke führt über Gletscher. Dieser Abschnitt wird für die Rennen nicht mit Wasser präpariert. Sollte auf dem unteren Drittel Naturschnee fehlen, wird Schnee von einer bestehenden Anlage aus 100 Prozent Schmelzwasser produziert. Dank der großen Sturzräume braucht es keine fix installierten Masten. Für die Piste, die ganz oberhalb der Baumgrenze verläuft, musste kein Baum gefällt werden. Im Juni 2023 wurde die neue 3S-Seilbahn von Testa Grigia zum Klein Matterhorn, die Cervinia und Zermatt ganzjährig verbindet, eingeweiht.

## Erbauer
Entworfen wurde die Strecke vom Schweizer Didier Défago, Abfahrts-Olympiasieger von 2010, der zusammen mit Bernhard Russi auch schon die Abfahrtsstrecke für die Olympischen Winterspiele 2022 in Peking geplant hatte. «Nebst dem einzigartigen Panorama, der wilden Natur und natürlich dem Blick aufs Matterhorn überzeugt auch die Strecke an sich: Wir haben eine Abfahrt geschaffen, die komplett ist – von Sprüngen über lange Schwünge, Gleitpassagen bis hin zu Speed-Elementen ist alles vorhanden», sagt der Erbauer über seine Strecke.

## Organisation
Treibende Kräfte hinter dem Grossprojekt Gran Becca sind Swiss-Ski, der italienische Wintersportverband FISI sowie die Tourismus-Destinationen Zermatt
und Cervinia. Präsident des Organisationskomitees ist der Verwaltungsratspräsident der Zermatt Bergbahnen AG, Franz Julen. Für die sportliche Organisation der Rennen wurde ein Expertenteam aus Gröden verpflichtet. Dieses bringt mit der Organisation der jährlichen Skirennen auf der Saslong die nötige Erfahrung im Skiweltcup mit. Der ehemalige Skirennfahrer Pirmin Zurbriggen arbeitet als Berater und Markenbotschafter am Projekt mit. Für die Vermarktung ist Swiss-Ski zuständig. Für die Produktion der Fernsehübertragung ist die schweizerische SRG SSR zuständig.
Nebst vielen weiteren Punkten muss bis zum ersten Rennen noch geklärt werden, in welchem Land das Preisgeld versteuert werden muss, und ob, wie bei anderen Skirennen in der Schweiz, Angehörige der Schweizer Armee auch auf dem italienischen Teil der Piste eingesetzt werden dürfen. Anscheinend kam die Schweizer Armee nur auf dem schweizerischen Teil zum Einsatz.

## Kritik
Die Rennen auf der neuen Strecke sind aus verschiedenen Gründen nicht unumstritten.

### Höhe
Der italienische Skirennfahrer Dominik Paris stuft die Strecke aufgrund der Mischung aus Höhenlage und langen Gleitstücken als gefährlich ein. Er glaubt nicht, dass es der Sicherheit diene, wenn man die Abfahrts-Saison mit einem Rennen, dessen Laufzeit mehr als zweieinhalb Minuten beträgt, auf einer Höhe von 3800 Metern starten müsse. Ursprünglich hätte die Piste die längste Rennstrecke der Welt werden sollen. Pistenbauer Didier Défago kürzte die Strecke aus Sicherheitsgründen um ca. 1000 Meter. Inzwischen wurde der Start auf 3505–3720 m ü. M. versetzt, je nach Wetter.

### Wetter
Das Wetter auf 3800 Metern kann unberechenbar sein und muss als gewisses Risiko betrachtet werden. Die Wetterstatistiken der letzten Jahre zeigen zwar für den November sehr oft längere, stabile Hochdrucklagen mit relativ warmen Temperaturen an. Der Schweizer Skirennfahrer Beat Feuz hat trotzdem Bedenken, dass der unberechenbare Wind für einen unfairen Wettkampf sorgen könnte. Inzwischen wurde der Start auf 3505–3720 m ü. M. versetzt, je nach Wetter.

### Termin und Umwelt
Der Termin Ende Oktober/Anfang November sorgt ebenfalls für Kritik. Zu den prominentesten Kritikern gehört der ehemalige deutsche Skirennfahrer und heutige ARD-Skiexperte Felix Neureuther. Er meint: «Der Skisport hat die große Aufgabe, seine Glaubwürdigkeit zu bewahren. Mit einer Abfahrt Anfang November auf einem Gletscher und zu einem Zeitpunkt, wo die Gletscher schmelzen, macht man sich angreifbar.» Der ORF-Skiexperte Hans Knauß gibt weiter zu bedenken: «Weil es in Europa abseits von Zermatt keine geeignete Abfahrts-Piste auf dem Gletscher gibt, können im Sommer einzig die Schweizer optimal trainieren. Deshalb würde eine Abfahrt Anfang November für die meisten anderen Teams zu früh kommen». Der FIS-Präsident Eliasch entgegnete auf die Kritiken: «Alle Teams werden das ganze Jahr über von Vor-Ort-Trainings profitieren können. Dies wird Reisen zu Langstrecken-Austragungsorten in der südlichen Hemisphäre reduzieren und wird zum Engagement der FIS beitragen, ihren CO2-Fußabdruck zu reduzieren.»
2023 kam während der Vorbereitungsarbeiten auf dem Theodulgletscher Kritik auf, da ausserhalb des Perimeters des homologierten Skigebiets Baggerarbeiten durchgeführt wurden. Die Walliser Baukommission hat für die betroffenen Bereiche einen Baustopp auf Schweizer Seite verfügt. Später kam ein Nutzungsverbot hinzu, jedoch mit Ausnahmen für die Sicherheitsnetze. Für die Weltcup-Rennen 2023 hat dies jedoch keine Konsequenzen. Die Rennen dürfen wie geplant stattfinden. Die ganze Sache ins Rollen gebracht hat der Verein «Klima-Anwälte:innen», der die Interessen von WWF, Pro Natura und Mountain Wilderness Schweiz vertritt. Im Juni 2024 wurde bekannt, dass gemäss dem TV-Sender France Info von der Staatsanwaltschaft von Aosta gegen den früheren Präsidenten der Skibetriebe Zermatt, gegen seinen Nachfolger, gegen den schweizerischen Rennorganisator und einen Baggerführer ein Ermittlungsverfahren wegen Verdachts auf ein Umweltdelikt eingeleitet wurde.

## Geschichte der Skirennen in Zermatt
In den Jahren 1946 bis 1967 fand alljährlich das internationale Gornergrat-Derby statt. Die weltbesten Skifahrer und Skifahrerinnen nahmen daran teil und machten es zu einem der bedeutendsten internationalen Skirennen. Auf der heute als «Obere National» bezeichneten Piste am Blauherd fanden Abfahrten und Riesenslaloms statt. Der Riesenslalom wurde später durch einen Spezialslalom ersetzt. Das Gornergrat-Derby dauerte jeweils drei Tage: Freitag, Samstag und Sonntag. Die Einführung des Alpinen Weltcups 1967 bedeutete zugleich das Aus für das Gornergrat-Derby sowie die Blauherdabfahrt. In Zermatt fand nie ein Weltcuprennen statt. Grund dafür war, dass der internationale Skiverband den Nationalverbänden zu Beginn des Weltcups pro Geschlecht nur zwei fixe Austragungsorte bewilligte, und diese waren in der Schweiz bei den Männern Wengen und Adelboden.
2012 kam die Idee auf, am Gornergrat eine Abfahrts- und Super-G-Strecke durch den renommierten Pistenbauer und ehemaligen Skirennfahrer Bernhard Russi bauen zu lassen. Das Projekt wurde nie in die Tat umgesetzt.
Am 30. November 2019 trafen sich die Verantwortlichen der beiden zusammenhängenden Skigebiete von Zermatt und Cervinia zum jährlichen Strategie-Meeting der Bergbahnen in Cervinia. Federico Maquignaz, der CEO der Bergbahnen von Cervinia, brachte den Vorschlag, ein grenzüberschreitendes Weltcuprennen zu organisieren, seinen Kollegen aus Zermatt vor. Franz Julen, Verwaltungsratspräsident und Markus Hasler, CEO der Zermatt Bergbahnen AG, waren sofort von der Idee begeistert. Auch der damalige FIS-Präsident Gian Franco Kasper sagte im Januar 2020: «November-Abfahrten in Zermatt – das passt wunderbar in unseren Kalender. Wir stehen voll und ganz hinter dem Projekt.»
Anfang Oktober 2021 hat die FIS das Rennen am Fuß des Matterhorns in den Kalender gehoben. FIS-Präsident Johan Eliasch zeigte sich erfreut über die Idee, den Skisport auf diese «innovative» Weise voranzubringen. Für Swiss-Ski-Präsident Urs Lehmann wird damit eine bessere Chancengleichheit zwischen Technikern und Speed-Skifahrern in der Weltcup-Saison erreicht, und FISI-Präsident Flavio Roda meint: «Wir können eine Lücke im Rennkalender schließen und die Saison abrunden». Bisher wurden jedoch sämtliche Rennen abgesagt. Die FIS gab zum Saisonfinale 2024 bekannt, dass die Rennen in Zermatt aus dem Rennkalender gestrichen werden.